# Les Demoiselles Cahen d'Anvers
Les Demoiselles Cahen d'Anvers, ou Rose et bleu, est une huile sur toile (119 × 74 cm) peinte par Auguste Renoir en 1881 et conservée depuis 1952 au musée d'art de São Paulo (Brésil). Le tableau représente deux sœurs, Élisabeth et Alice Cahen d'Anvers.

## Histoire du tableau
Le collectionneur Charles Ephrussi, propriétaire de la Gazette des beaux-arts et proche de la famille Cahen d'Anvers, présente Renoir au banquier Louis Cahen d'Anvers. Celui-ci commande à l'artiste le portrait de ses trois filles en commençant par Irène, l'aînée (1872–1963) : ce sera La Petite Fille au ruban bleu (1880).
Les deux cadettes, Élisabeth la blonde et Alice la rousse, posent ensemble pour le second tableau. Elles sont alors âgées de 6 ans et demi et 5 ans.

## Élisabeth et Alice Cahen d'Anvers
- Elisa Betty [Élisabeth] Cahen d'Anvers (Paris 8e, 27 décembre 1874 - morte en déportation, Auschwitz, 15 avril 1944), mariée à Paris 16e le 3 octobre 1896 (divorce en 1901) avec le comte Jean de Forceville (Forceville en Vimeu, 3 avril 1871 - Alger, 1922) puis à Paris 16e le 3 octobre 1904 (divorce en 1909) avec Louis Denfert-Rochereau[2]. Dont :
  - Marie Antoine Philippe de Forceville (Paris 16e, 19 septembre 1897 - Frucourt, 20 mars 1984), marié à Paris 7e le 5 juillet 1927 avec Clara Elena Seminario, nièce du compositeur Reynaldo Hahn, sans enfant.
- Alice Cahen d'Anvers (Paris 8e, 24 février 1876 - Nice, 9 décembre 1965), mariée en 1898 avec le général britannique sir Charles Townshend, lord Townshend of Kut (Londres, 21 février 1861 - Paris 16e, 18 mai 1924). Dont uniquement :
  - Audrey Dorothy Townshend (Paris 16e, 21 janvier 1900 - Bromley, mai 1987), mariée à Paris 16e le 21 novembre 1922 avec le comte Baudouin de Borchgrave d'Altena (1898-1993), petit-fils d'Arthur du Passage, dont postérité, dont Arnaud de Borchgrave.